# Cleippides quadricuspis
Cleippides quadricuspis is een vlokreeftensoort uit de familie van de Calliopiidae. De wetenschappelijke naam van de soort is voor het eerst geldig gepubliceerd in 1875 door Heller.